# Glosar de termeni din scrimă
Aceasta este o listă de termeni din scrimă. Din motive istorice, o mare parte din vocabularul tehnic vine din franceză sau din italiană, și cel mai recent din engleză. 

## A
- absență fierului – absență contactului dintre lamele
- ajutoare (în franceză aides) – ultimele trei degete ale mâinii, care controlează mișcările armei;
- analiză – decompoziție acțiunilor care compun fraza de arme
- apel – acțiune de a lovi planșa cu unul dintre cele două picioare, pentru a obține o reacție din partea adversarului
- asalt (franceză assaut) – luptă între doi scrimeri
- asesor (franceză assesseur) – arbitru asistent
  - la floretă (franceză juge de main): verifică utilizarea brațului sau a mâinii neînarmate, protejarea sau acoperirea suprafeței valabile cu o parte nevalabilă
  - la spadă (franceză juge de terre): verifică materialitatea tușei
  - la sabie: verifică materialitatea tușei
- atac – acțiune ofensivă care urmărește să lovește adversarul; extindere brațului înarmat, vârful amenințând adversarul, precedată de o fandare sau o fleșă
  - atac fals – atac incomplet, care urmărește să obțină o reacție din partea adversarului
  - atac pe fier – acțiune executată pe lama adversarului; atacuri pe fier sunt bătaia, forțarea și presiunea
  - atac pe pregătirea – atac executat în timp pregătirii adversarului
- avansatele (din franceză avancées) – orice parte a corpului aflata în fața trunchiului, adică mâna, antebrațul și brațul înarmat, genunchiul și picior din față

## B
- balestră (din italiană balestra) – salt rapid spre înainte cu ambele picior, urmat imediat de o fandare
- banderolă (din franceză banderole) – la sabie, piept scrimerului; prin extensie, lovitură de tăiș, în diagonală, la pieptul adversarului
- bătaie –  împingere scurtă pe partea slabă a lamei adverse;
- bavetă (din franceză bavette) – bucată de țesătură fixată pe partea inferioară a măștii, sub plasa metalică, care protejează gâtul; la floretă, partea din bavetă situată sub o linie orizontală la 1,5–2 cm mai jos decât bărbia este cuprinsă în suprafața valabilă
- buton – extremitatea lamei

## C
- cartonaș galben – avertisment;  orice nouă abatere făcută de același trăgător aduce un carton roșu
- cartonaș negru – descalificare din competiție
- cartonaș roșu – tușă de penalizare
- cochilie (din franceză coquille, sin. gardă) – parte armei fixată între mâner și lamă, care protejează mâna
- contră – paradă unde vârful descrie o mișcare circulară; paradă circulară
- contratăiș (în franceză contre-taille, sin. faux tranchant) – parte opusă a tăișului
- corp la corp – situație de contact dintre cei doi adversari, interzisă la floretă și la sabie
- cvartă –  poziție care acoperă linia interioară, vârful fiind mai joasă decât mâna în supinație
- cvintă
  - la floretă și la spadă, poziție care acoperă linia interioară, vârful fiind mai joasă decât mâna în pronație
  - la sabie, poziție care acoperă capul și umerii, lamă fiind aproape orizontală, mână cu palma spre exterior

## D
- derobare (în franceză dérobement) – fapt de a-și sustrage fierul de fierului adversarului
- dublé (în franceză) – fentă cu degajament urmată de înșelare paradei circulare

## E
- eschivă (din franceză esquive) – acțiune de a evita o lovitură prin o deplasare corpului

## F
- fandare (în franceză fente) – deplasare constând în extensia puternică piciorului din spate combinată cu proiecția piciorului din față; prin extensie, poziție de sosire scrimerului care s-a fandat
- FIE – acronim pentru „Fédération Internationale d'Escrime”, Federația Internațională de Scrimă
- fier – lamă
  - sentiment du fer (în franceză) – „simțul fierului”: percepția, dezvoltată din experiență, a intențiilor adversarului prin contactul lamelor
- fir de corp – fir care conectează priza în interiorul cochiliei cu firul de rolă, trecând sub bluză trăgătorului
- fleșă (din franceză flèche)
  - deplasare ofensivă în care scrimerul se dezechilibrează spre înainte, cu încrucișare picioarelor combinată cu o extensie brațul înarmat spre țintă
  - curbură lamei
- flick (în engleză) – la floretă, „lovitură aruncată”, prin care trăgătorul imprimă armei o mișcare de „bici” și poate lovi la un unghi imposibil în mod normal
- floretă (în franceză floretă) – armă de împungere; una dintre cele trei arme la scrimă
- flunge (cuvânt telescopat englez construit din flying lunge) – „fandare volantă”, combinând un salt spre înainte și o extindere bratului înarmat cu intenția de a-l lovi pe adversarul
- francez (mâner) – mâner drept
- frază de arme –  secvență neîntreruptă de acțiuni ofensivi, defensivi și contra-ofensivi în timp asaltului, înțeles ca o conversație între cei doi adversari

## G
- gardă – poziția de bază, în care scrimerul este pregătit să atace, să apare și să contraatace
  - revenire în gardă (în franceză retour en garde) – acțiunea de a reveni în gardă după o fandare

## I
- inquartata (din italiană) – eschivă spre laterală și contra-atac în linie de cvartă
- invită – deschidere, descoperire voluntară pentru a provoca o reacție din partea adversarului

## Î
- înșelare (în franceză trompement) – fapt de a evita parada adversarului
- întâlnire – meci pe echipe

## L
- lamé (în franceză) – vestă conductoare purtată la floretă și la sabie
- linie – zonă țintei, în raport cu lama adversarului; sunt linii superioară, inferioară, interioară și exterioară
- luptă apropiată (în franceză combat rapproché) – situație unde cei doi adversari se află foarte aproape unul de celalalt, dar fără contact; se oprește de arbitrul când nu mai poate să urmeze fraza de arme

## M
- maestru de arme – profesor de scrimă
- maraging (oțel) – oțel de înaltă rezistență, folosit pentru lamele de scrimă
- meci – asalt unde scorul contează, în competiție
- mesură (învechit) – distantă

## O
- octavă – poziție care acoperă linia exterioară, vârful fiind mai joasă decât mâna în supinație
- oprire (în franceză arrêt) – acțiune contra-ofensivă simplă

## P
- pistol (mâner) (sin. ortopedică) – mâner care urmează aproape forma mâinii, cu care scrimerul își ține arma ca un pistol
- plastron (din franceză plastron)
  - plastron protector sau „subțirică” purtat sub costum de toți scrimerii
  - vestă neagră în piele purtată de profesor de scrimă când dă o lecție
- pointe d'arrêt (în franceză) – dispozitiv atașat la vârful lamei pentru a înregistra tușele
- poziție – poziție a mâinii scrimerului în cele patru linii, în funcție de priza (în pronație sau în supinație); una dintre cele opt poziții de apărare: prima, secunda, terța, cvarta, cvinta, sixta, septima și octava
- presiune – presiune laterală pe partea slabă a lamei adverse, cu contact permanent
- primă – poziție care acoperă linia inferioară, vârful fiind mai sus decât mâna cu degetul mare în jos; denumirea provine de faptul că aceasta ar fi prima poziție mânii când arma iese din teacă
- prin fier (lovitură) (în franceză à travers le fer) – la sabie, lovitură care ajunge în același timp sabia adversarului și ținta, pentru că nu a fost parată complet
- prioritate – convențiile care definesc judecarea tușelor la floretă și la sabie
- priză de fier (din franceză prise de fer) – acțiune executată pentru a controla lama adversarului: legare, opoziție, încrucișare, învăluire

## R
- redublare – a două acțiune, simplă sau compusă, realizată după o prima acțiune care nu a lovit și nu a fost urmată de nicio ripostă din partea adversarului
- remiză – acțiune ofensivă simplă realizată imediat după o primă acțiune, în aceeași linie, fără retragerea brațului nici acțiunea pe fierul advers
- reluare de atac (în franceză reprise) – al doilea atac, executat imediat după revenirea în gardă
- ripostă – acțiune ofensivă care urmează o paradă

## S
- sabie (în franceză sabre) – armă de împungere, de tăiș și de contratăiș; una dintre cele trei arme la scrimă
- sală de arme – loc unde unde se predă și se practică scrima
- salut – gest de politețe cu care scrimerul îi saluta pe adversarul, arbitrul și publicul
- secondă – poziție care acoperă linia exterioară, vârful fiind mai sus decât mâna cu degetul mare în jos
- SEMI – acronim pentru „Signalisation Électrique, Matériel et Installations” (semnalizarea electrică, echipament și instalații); comisia SEMI este o comisie a FIE care aprobă echipamentul și aparatele folosite la scrimă
- septimă – poziție care acoperă linia superioară, vârful fiind mai sus decât mâna în supinație
- spadă (în franceză épée) – armă de împungere; una dintre cele trei arme la scrimă
- sixtă – poziție care acoperă linia inferioară, vârful fiind mai joasă decât mâna în supinație; poziție de gardă normală la spadă și la floretă

## T
- tac (în franceză) – parada cu bătaie (în franceză parer du tac)
  - ripostă du tac au tac – ripostă directă executată imediat după o paradă cu bătaie
- tăiș (în franceză taille, sin. tranchant) – parte mai subțire a lamei (parte ascuțită unei arme albe nesportive, destinată să taie)
- terță – poziție care acoperă linia superioară, vârful fiind mai joasă decât mâna în pronație; poziție de gardă normală la sabie
- timp – durată de execuție a unei acțiuni simple; noțiune esențială la floretă
- trăgător – scrimer
- trage (a) – a practica scrima. Se folosește în felul următor: „Pavel va trage pe tabloul de 64 cu Petre”, „un Grand Prix se trage doar la individual”
- tușă – acțiune ofensive care a lovit adversarul; lovitură dată în conformitate cu regulamentul, care aduce un punct
  - tușă de aur (familiar) – minut suplimentar în cazul unui meci terminat la egalitate: primul care lovește este declarat învingător (vezi și gol de aur)
  - tușă dublă – la spadă, tușă dată simultan (în mai puțin de 40 ms, adică 1/25 s) de ambii scrimeri, care aduce un punct la fiecare

## U
- unu-doi – fentă cu degajament urmată de o lovitură cu degajament, prin înșelare unei parade directe

## V
- vârf în linie (în franceză pointe en ligne) – poziție în care scrimerul ține brațul înarmat întins în fața sa

## Vezi și
- Istoria scrimei